# 王泽农
王泽农（1907年—1999年），男，江西婺源人，中华人民共和国茶学家、茶学教育家、茶叶生物化学专家，安徽农学院教授，曾任安徽省政协副主席。